# Список председателей парламента Кыргызстана
Список председателей парламента Кыргызстана включает в себя руководителей парламентов автономии, Верховного Совета Киргизской ССР и Жогорку Кенеша Кыргызской Республики.

## Автономная область/республика
- Иманалы Айдарбеков, председатель революционного комитета Кара-Киргизской АО (12 ноября 1924 — 27 марта 1925)
- Абдыкадыр Орозбеков, председатель Исполнительного комитета Кара-Киргизской (Киргизской) АО (7 марта 1925-12 марта 1927), председатель Центрального исполнительного комитета Киргизской АССР (24 марта 1927 — 16 сентября 1937)
- Михаил Иванович Ус, заместитель председателя ЦИК Киргизской АССР (16 сентября 1937—1937)
- Марьям Тугамбаева, председатель ЦИК Киргизской АССР (1937 — 4 ноября 1937)
- Султанкул Шамурзин, и. о. председателя ЦИК Киргизской АССР (4 ноября 1937 — 16 декабря 1937)
- Иван Федорович Соколов, и. о. заместителя председателя ЦИК Киргизской АССР (16 декабря 1937 — 15 февраля 1938)
- Мурат Салихов, и. о. председателя ЦИК Киргизской АССР (15 февраля 1938 — 15 мая 1938)
- Калима Аманкулова, и. о. заместителя председателя ЦИК Киргизской АССР (15 мая 1938 — 18 июля 1938)

## Киргизская ССР
Председатели президиума Верховного Совета Киргизской ССР:
- Толубаев, Асаналы (19 июля 1938 — 22 марта 1943)
- Токобаев, Молдогазы (22 марта 1943 — 14 ноября 1945)
- Кулатов, Турабай Кулатович (14 ноября 1945 — 25 августа 1978)
- Ибраимов, Султан Ибраимович (25 августа 1978 — 22 декабря 1978)
- Бусс, Андрей Андреевич (и. о.) (22 декабря 1978 — 10 января 1979)
- Дуйшеев, Арстанбек Дуйшеевич (10 января 1979 — 14 января 1981)
- Кошоев, Темирбек Кудайбергенович (14 января 1981 — 8 августа 1987)
- Акматов, Таштанбек Акматович (8 августа 1987 — 10 апреля 1990)
- Масалиев, Абсамат Масалиевич (10 апреля — 10 декабря 1990)

## Кыргызская Республика
- Медеткан Шеримкулов — председатель Верховного Совета Киргизии (11 декабря 1990 — 13 сентября 1994)

### Верхняя палата
Торага Законодательного собрания Жогорку Кенеша Кыргызской Республики:
- Мукар Чолпонбаев (1995—1997)
- Усуп Мукамбаев (1997—2000)
- Абдыганы Эркебаев (2000—2005)
- Ишенбай Кадырбеков (24—25 марта 2005)

### Нижняя палата
Торага Собрания народных представителей Жогорку Кенеша Кыргызской Республики:
- Алманбет Матубраимов (1995 — ноябрь 1997)
- Абдыганы Эркебаев (1997—2000)
- Алтай Борубаев (апрель 2000 — март 2005)
- Муратбек Мукашев (24—25 марта 2005)

### Однопалатный парламент
Торага Жогорку Кенеша Кыргызской Республики:
- Омурбек Текебаев (28 марта 2005 — 2 марта 2006)
- Марат Султанов (2 марта 2006 — декабрь 2007)
- Адахан Мадумаров (январь 2008 — 29 мая 2008)
- Айтибай Тагаев[кирг.] (29 мая 2008 — 17 декабря 2009)
- Зайнидин Курманов (24 декабря 2009 — 6 июня 2010)
- Ахматбек Келдибеков (17 декабря 2010 — 14 декабря 2011)
- Асылбек Жээнбеков (21 декабря 2011 — 13 апреля 2016)[1]
- Чыныбай Турсунбеков (27 апреля 2016 — 25 октября 2017)
- Дастанбек Джумабеков (25 октября 2017 — 6 октября 2020)
- Мыктыбек Абдылдаев (6 октября 2020 — 10 октября 2020)
- Канатбек Исаев (13 октября 2020 — 4 ноября 2020)
- Талант Мамытов (4 ноября 2020 — 28 октября 2021) (29 декабря 2021 — 5 октября 2022)
- Нурланбек Тургунбек уулу (с 5 октября 2022)